# Clinocentrus brevicalcar
Clinocentrus brevicalcar är en stekelart som först beskrevs av Thomson 1892.  Clinocentrus brevicalcar ingår i släktet Clinocentrus och familjen bracksteklar. Arten är reproducerande i Sverige. Inga underarter finns listade i Catalogue of Life.